# Homophobic Fecalpheliac
Homophobic Fecalpheliac är ett amerikanskt brutal death metal-band, grundat 2014. Debutalbumet från 2016, Sadistic Thoughts of a Serial Killer, har bland annat brutal tortyr, extremvåld och sexualsadism som teman.
Homophobic Fecalpheliac var sajnat på etiketten Rotten Music, som även har femton andra band i sitt stall, men lämnade skivbolaget tidigt 2017.

## Medlemmar
Senaste medlemmar
- Neil Andersen – sång, programmering (2014– )
- Triston Cheshire – rytmgitarr (2018– )

Tidigare medlemmar
- Alex Ippolito – alla instrument (2014–2016), gitarr (2016–2019)
- Jimmy Ippolito – basgitarr (2016–2019)
- Mauricio Gomez – trummor (2016–2019)
- Brian Icamen – gitarr (2017–2018)

## Diskografi
EP
- 2015 – Suffocation Through Intestinal Constriction
  1. "Shaping Hell's Imminent Transcendence"
  2. "Defecation Asphyxiation"
  3. "Fecal Disfigurement"
  4. "Shitstorm"
  5. "Eat Shit & Die"

Studioalbum
- 2016 – Sadistic Thoughts of a Serial Killer
  1. "Pathogen of Obscured Perception" (instrumental)
  2. "Sadistic Thoughts of a Serial Killer"
  3. "Back Alley Abortion"
  4. "Defecation Asphyxiation"
  5. "Ice Pick Castration"
  6. "Cunt Ripping Apex Predator" (instrumental)
  7. "Excrement Experiment"
  8. "Shitstorm"
  9. "Disciple" (Slayer-cover)
  10. "Pre-Pubescent Murder Spree"